# Union de l'énergie
L'union de l'énergie est un programme de l'Union européenne visant à relancer l'intégration dans le secteur de l'énergie et à assurer l'indépendance énergétique de l'Europe. Elle s'inscrit dans le cadre de la politique énergétique de l'Union européenne.

## Historique
Au cours de la huitième législature du Parlement européen (2014-2019), le programme fait suite à une réunion sur l'état de l'union de l'énergie le 25 février 2015 ; la Commission européenne adopte une « stratégie-cadre pour une union de l'énergie résiliente avec une politique prospective sur les changements climatiques ». La publication de cette stratégie a dessiné les grandes lignes d'une économie décarbonée, sûre et compétitive, ce qui constitue l'une des priorités de la Commission Juncker. D'autres objectifs tels que la lutte contre le changement climatique, la création d'emplois nouveaux et la croissance économique sont également intégrés au projet.
Après approbation par les députés européens à une large majorité (610 voix pour, 38 contre), l'Union a ratifié l'Accord de Paris sur le climat adopté à Paris en décembre 2015.
Quelques mois avant la fin de la législature, en 2018, est adopté le règlement (UE) 2018/1999 du Parlement européen et du Conseil sur la gouvernance de l’union de l’énergie et de l’action pour le climat.

## Objectifs
La stratégie européenne pour l'union de l'énergie comprend cinq volets, :
- Sécurité, solidarité et confiance : Diversifier les sources d'énergie et garantir la sécurité énergétique grâce à la solidarité et à la coopération entre les États membres.
- Marché intérieur de l'énergie intégré : Permettre la libre circulation de l'énergie dans l'UE grâce à des infrastructures adéquates (Smart grid) et à l'élimination des obstacles techniques ou réglementaires.
- Efficacité énergétique : Meilleure efficacité énergétique afin de réduire la dépendance à l'égard des importations d'énergie, de diminuer les émissions et de stimuler la création d'emplois et la croissance.
- Décarbonisation de l'économie : Système d'échange de quotas d'émission de l'UE (SEQE-UE), objectifs nationaux de réduction des émissions de gaz à effet de serre, feuille de route pour une mobilité à faible taux d'émissions et développement accru énergies renouvelables.
- Recherche, innovation et compétitivité : Soutenir les avancées dans les technologies à faible intensité de carbone et les technologies énergétiques propres.

De manière chiffrée, l'UE souhaite réduire sa consommation énergétique d'au moins 27 % et diminuer ses émissions de gaz à effet de serre d'au moins 40 % d’ici à 2030. Le programme ambitionne également de faire de l'UE le « numéro un mondial des énergies renouvelables et de la lutte contre le réchauffement climatique ».

## Brexit
Dans le cadre du Brexit, l'union de l'énergie a été prise en compte dans un accord entre l'Union européenne et le Royaume-Uni et dans un accord entre Euratom et le Royaume-Uni.

## Rapports
Chaque année depuis 2015 un rapport présente l'état de l'union de l'énergie. Ce rapport est notamment prévu conformément au règlement (UE) 2018/1999 sur la gouvernance de l’union de l’énergie et de l’action pour le climat.
Le huitième rapport est le rapport de la commission au parlement européen, au Conseil, au comité économique et social européen et au comité des régions, Rapport sur l'état de l'union de l'énergie 2023. Ce rapport indique par exemple que la pire crise énergétique mondiale depuis des décennies s'est produite au cours de cette année: L’Ukraine étant ciblée par une attaque militaire injustifiée et délibérée. Les approvisionnements énergétiques ont été instrumentalisés par la Russie dans le but de perturber l’approvisionnement de l’Europe en combustibles fossiles et de nuire à l'économie européenne.

## Compléments